# Goudriaanse Molen
De Goudriaanse Molen is een grondzeiler aan de Molenkade langs de Smoutjesvliet in Goudriaan in de Nederlandse gemeente Molenlanden. Deze poldermolen is in 1779 gebouwd ten behoeve van de bemaling van de polder Oud-Goudriaan (polder Noordzijde). Hij verving een versleten wipmolen op dezelfde plaats. In 1851 werd de molen ca. 85 cm verhoogd om het gevlucht te kunnen vergroten tot 29,15 m. De Goudriaanse Molen werd daarmee een zeer krachtige molen, mede dankzij het systeem Faüel dat later op beide roeden is aangebracht.
De molen was seinmolen voor de Overwaard en ontving het sein van de Achterlandse Molen. De Goudriaanse Molen is sinds november 2000 eigendom van de SIMAV en wordt bewoond. Hij is dan ook niet te bezoeken.